# Barcelona Ladies Open
Barcelona Ladies Open – kobiecy turniej tenisowy kategorii WTA International Series zaliczany do cyklu WTA Tour. Rozgrywany na kortach ziemnych w Barcelonie w latach 2007–2012. W sezonie 2013 został zastąpiony przez turniej w Norymberdze.
Historia nazw turnieju:
| Rok       | Nazwa                 |
| 2007–2008 | Barcelona KIA         |
| 2009–2012 | Barcelona Ladies Open |

## Mecze finałowe

### gra pojedyncza
| Rok  | Mistrzyni           | Finalistka                  | Wynik         |
| 2012 | Sara Errani         | Dominika Cibulková          | 6:2, 6:2      |
| 2011 | Roberta Vinci       | Lucie Hradecká              | 4:6, 6:2, 6:2 |
| 2010 | Francesca Schiavone | Roberta Vinci               | 6:1, 6:1      |
| 2009 | Roberta Vinci       | Marija Kirilenko            | 6:0, 6:4      |
| 2008 | Marija Kirilenko    | María José Martínez Sánchez | 6:0, 6:2      |
| 2007 | Meghann Shaughnessy | Edina Gallovits             | 6:3, 6:2      |

### gra podwójna
| Rok  | Mistrzynie                                         | Finalistki                                         | Wynik              |
| 2012 | Sara Errani Roberta Vinci                          | Flavia Pennetta Francesca Schiavone                | 6:0, 6:2           |
| 2011 | Iveta Benešová Barbora Záhlavová-Strýcová          | Natalie Grandin Vladimíra Uhlířová                 | 5:7, 6:4, 11–9     |
| 2010 | Sara Errani Roberta Vinci                          | Timea Bacsinszky Tathiana Garbin                   | 6:1, 3:6, 10–2     |
| 2009 | Nuria Llagostera Vives María José Martínez Sánchez | Sorana Cîrstea Andreja Klepač                      | 3:6, 6:2, 10–8     |
| 2008 | Lourdes Domínguez Lino Arantxa Parra Santonja      | Nuria Llagostera Vives María José Martínez Sánchez | 6:4, 5:7, 10–4     |
| 2007 | Nuria Llagostera Vives Arantxa Parra Santonja      | Lourdes Domínguez Lino Flavia Pennetta             | 7:6(3), 2:6, 12–10 |